# House of Ninjas
House of Ninjas (忍びの家 Shinobi no Ie?) es una serie de televisión japonesa desarrollada por Dave Boyle para Netflix, basada en una historia de Kento Kaku, Yoshiaki Murrao y Takafumi Imai. Es protagonizada por Kaku, junto a Yōsuke Eguchi, Tae Kimura, Kengo Kora, Aju Makita, Nobuko Miyamoto y Riho Yoshioka. Sigue a una familia de ninjas, conocidos como shinobi, mientras luchan por conectarse como familia y regresar al estilo de vida shinobi. 
House of Ninjas se lanzó en todo el mundo el 15 de febrero de 2024. 

## Premisa
La serie gira en torno a los Tawaras, una familia shinobi que vive en una tradicional "casa de ninjas" en el Japón actual y descienden de Hattori Hanzo.  Hace seis años, el hijo mayor murió durante una misión en la que debía rescatar a un político secuestrado. A partir de ahí los Tawaras abandonaron su papel en el gobierno. Su objetivo es ser una familia normal, pero luchan con algunas disfunciones idiosincrásicas. Sin embargo, cuando se desata una nueva crisis, la familia vuelve a verse arrastrada a las sombras de su pasado.

## Elenco
- Kento Kaku como Haru Tawara

El segundo hijo de la familia Tawara. Se siente responsable de la muerte de su hermano mayor Gaku, quien fue asesinado por un asaltante a quien Haru le perdonó la vida.
- Yōsuke Eguchi como Soichi Tawara

El patriarca de la familia de ninjas Tawara y descendiente de Hattori Hanzō. Desde la muerte de su hijo mayor, Gaku, se retiró de sus deberes como ninja y relegó su vida a administrar la cervecería familiar como un civil normal, sin saber que su otro hijo, hija y esposa han continuado usando sus habilidades en secreto para cumplir misiones.
- Tae Kimura como Yoko Tawara

Esposa de Soichi y ladrona de tiendas de poca monta, que es la primera en utilizar en secreto sus habilidades para una misión relacionada con la muerte de su hijo Gaku seis años atrás.
- Kengo Kora como Gaku Tawara

El hijo mayor de la familia Tawara que fue asesinado hace seis años durante una misión para rescatar a un político secuestrado.
- Aju Makita como Nagi Tawara

La única hija de la familia Tawara y una estudiante universitaria que utiliza sus habilidades para cometer una serie de robos de alto perfil en museos lo que la involucran en una red conspirativa.
- Nobuko Miyamoto como Taki Tawara

La abuela de la familia (madre de Soichi).
- Riho Yoshioka como Karen Ito

Una periodista a quien Haru conoce en un restaurante de comida rápida. Ella se involucra cuando su periódico le asigna investigar un caso y Hamashima le informa a Haru que le impida hacerlo.
- Tomorowo Taguchi como Jin Hamashima

El jefe de la Oficina de Gestión Ninja que asigna misiones a la familia Tawara.
- Bambi Naka como Ayame

Un asesino que trabaja para el culto Gentenkai.
- Tokio Emoto como Masamitsu Oki

Un miembro joven de la Oficina de Gestión Ninja que trabaja bajo las órdenes de Hamashima.
- Mariko Tsutsui como Touko Mukai

Un político de alto perfil que fue secuestrado hace seis años, pero que fue rescatado por la familia Tawara.
- Kyusaku Shimada como Kosaku Kuze

Un limpiador e interrogador para la Oficina de Gestión Ninja.
- Pierre Taki como Zensuke Omi

Un detective de policía que investiga el conflicto ninja entre los Tawara y los Fuma.
- Tenta Banka como Riku Tawara

El hijo menor de la familia Tawara sin conocimiento de las actividades ninja de su familia.
- Takayuki Yamada como Yosuke Tsujioke,

El líder del culto Gentenkai. Él es el 19º "Fuma Kotaro" del clan Fuma y fue el hombre a quien Haru le perdonó la vida hace seis años.
- Aoba Kawai como Mori Mayuko

El nuevo gerente de ventas de Tawara Brewery con un pasado misterioso. 

## Episodios
| N.º en temp. | Título             | Dirigido por            | Escrito por                             | Fecha de emisión original |
| ------------ | ------------------ | ----------------------- | --------------------------------------- | ------------------------- |
| 1            | «The Offer»        | Dave Boyle & Kento Kaku | Dave Boyle                              | 15 de febrero de 2024     |
| 2            | «The Trail»        | Dave Boyle              | Masahiro Yamaura & Kota Oura            | 15 de febrero de 2024     |
| 3            | «The Flower»       | Dave Boyle              | Masahiro Yamaura & Kota Oura            | 15 de febrero de 2024     |
| 4            | «The Resurrection» | Yoshiaki Murao          | Masahiro Yamaura & Kota Oura            | 15 de febrero de 2024     |
| 5            | «The Confession»   | Yoshiaki Murao          | Masahiro Yamaura & Kota Oura            | 15 de febrero de 2024     |
| 6            | «The Stranger»     | Tomoyuki Takimoto       | Masahiro Yamaura & Kota Oura            | 15 de febrero de 2024     |
| 7            | «The Trade»        | Dave Boyle & Kento Kaku | Masahiro Yamaura, Kota Oura, Dave Boyle | 15 de febrero de 2024     |
| 8            | «The Eclipse»      | Dave Boyle              | Masahiro Yamaura, Kota Oura, Dave Boyle | 15 de febrero de 2024     |

## Recepción
El sitio Rotten Tomatoes le asignó una aprobación del 100% en su calificación, basada en 7 reseñas de críticos. 
Netflix informó que en febrero de 2024, el programa fue el número uno en el Top 10 Global (en idioma no inglés) en su segunda semana de lanzamiento. 